# Allium cardiostemon
Allium cardiostemon là một loài thực vật có hoa trong họ Amaryllidaceae. Loài này được Fisch. & C.A.Mey. mô tả khoa học đầu tiên năm 1840.